# Osada Kolejowa

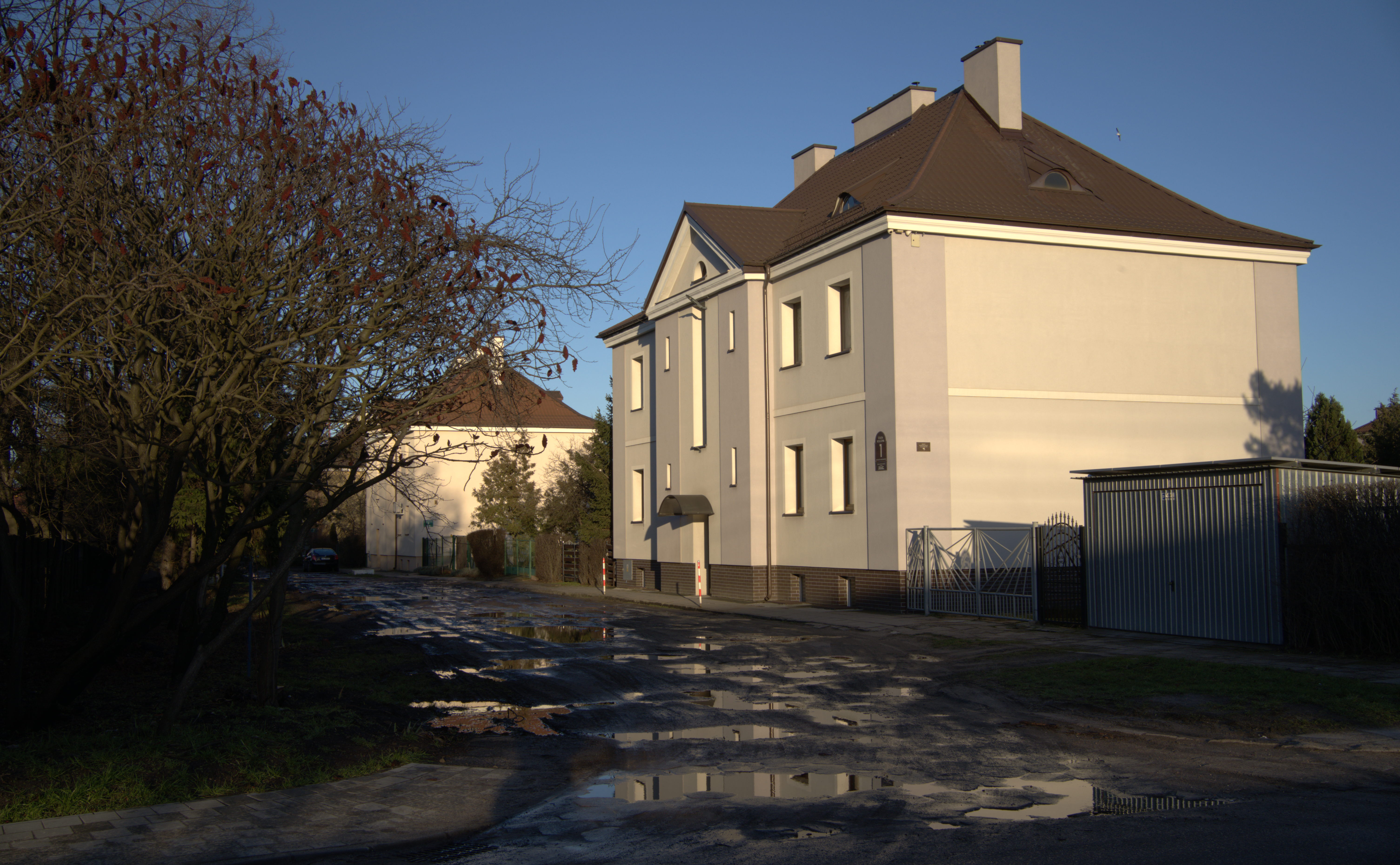

Osada Kolejowa – zespół kilkurodzinnych budynków położonych przy ulicy o tej samej nazwie co osiedle, zlokalizowanych na wysokości przystanku SKM Gdynia Grabówek. Znajdujące się tam budynki zostały zbudowane ok. 1930 roku przez Polskie Koleje Państwowe dla swych pracowników.
Administracyjnie osada należy do dzielnicy Leszczynki.